# Золотий глобус (78-ма церемонія вручення)
34°03′59″ пн. ш. 118°24′47″ зх. д. / 34.0664° пн. ш. 118.413° зх. д.
78-ма церемонія вручення нагород премії «Золотий глобус» за досягнення в галузі кінематографу та американського телебачення у 2020 році та на початку 2021 року  за вибором Асоціації іноземної преси Голлівуду. Церемонія відбулася 28 лютого 2021 року, майже на два місяці пізніше, ніж зазвичай, через вплив пандемії COVID-19 на кіно та на телебачення.  Продюсер Dick Clark Productions та HFPA, і прямий ефір на NBC у США, це буде перша церемонія прибережної зони, а Тіна Фей буде співведучою з Rainbow Room у Нью-Йорку та Емі Полер, яка веде спільну програму з The Beverly Hilton у Беверлі-Хіллз, штат Каліфорнія.
Джейн Фонда та Норман Лір були оголошені лауреатами премії Сесіля Б. Деміля та премії Керол Бернетт відповідно.

## Виробництво
Четвертий раз Тіна Фей та Емі Полер були оголошені ведучими церемонії в січні 2020 року.
- Церемонія 28 лютого 2021 року транслюватилася в прямому ефірі від узбережжя до узбережжя з 5 до 8 вечора за тихоокеанським часом / від 8 до 11 вечора за східним часом на каналі NBC з готелю Беверлі Гілтон[en] у Беверлі-Гіллз, Каліфорнія.
- Номінантів оголосили 3 лютого 2021 року;[1]
- Період відбору на кінофільми продовжено до 28 лютого 2021 року[джерело?].

## Номінанти

### Фільм
| dagger | Посмертно |

| Найкращий кінофільм | Найкращий кінофільм |
| Драма | Мюзикл або комедія |
| --- | --- |
| - Земля кочівників - Батько - Манк - Перспективна дівчина - Суд над чиказькою сімкою | - Борат 2 - Гамільтон - М'юзік - Зависнути у Палм-Спрінгс - Випускний |
| Найкраща роль у кінофільмі — драма | |
| Актор | Актриса |
| - Чедвік Боземан — Ма Рейні: мати блюзу в ролі Леві Грін - Різ Ахмед — Звук металу як Рубен Стоун - Ентоні Хопкінс — Батько в ролі Ентоні - Ґері Олдман — Манк у ролі Германа Дж. Манкевича - Тахар Рахім — Мавританець у ролі Мохамеда Улда Салахі                                                | - Андра Дей — Сполучені Штати проти Біллі Голідей як Біллі Холідей - Віола Девіс — Ма Рейні: мати блюзу в ролі Ма Рейні - Ванесса Кірбі — Фрагменти жінки в ролі Марти Вайс - Френсіс Макдорманд — Земля кочівників у ролі Ферн - Кері Малліган — Перспективна дівчина в ролі Кассандри «Кейсі» Томас                                                                                            |
| Найкраща роль у кінофільмі — мюзикл або комедія | |
| Актор | Актриса |
| - Саша Барон Коен — Борат 2 у ролі Бората Сагдієва - Джеймс Корден — Випускний бал у ролі Баррі Глікмена - Лін-Мануель Міранда — Гамільтон в ролі Олександра Гамільтона - Дев Патель — Історія Девіда Коперфілда в ролі Девіда Копперфілда - Енді Самберг — Зависнути у Палм-Спрінгс у ролі Найлза | - Розамунд Пайк — Аферистка як Марла Грейсон - Марія Бакалова — Борат 2 у ролі Тутара Сагдієва - Кейт Хадсон — М'юзік в ролі Казу «Цу» Гембл - Мішель Пфайффер — Піти не попрощавшись як Френсіс Прайс - Аня Тейлор-Джой — Емма в ролі Емми Вудхаус |
| Найкраща роль другого плану у кінофільмі | |
| Актор | Актриса |
| - Даніель Калуя — Юда і Чорний Месія у ролі Фреда Хемптона - Саша Барон Коен — Суд над чиказькою сімкою у ролі Еббі Гофмана - Джаред Лето — Дрібниці в ролі Альберта Спарми - Білл Мюррей — Остання крапля у ролі Фелікса Кіна - Леслі Одом-молодший — Одна ніч у Маямі у ролі Сема Кука           | - Джоді Фостер — Мавританець в ролі Ненсі Холландер - Гленн Клоуз — Сільська елегія в ролі Бонні «Мамов» Венс - Олівія Колман — Батько в ролі Енн - Аманда Сейфрід — Манк у ролі Меріон Девіс - Хелена Зенгель — Новини світу в ролі Йогани Леонбергер |
| Інші номінації | |
| Найкращий режисер | Найкращий сценарій |
| - Хлої Чжао — Земля кочівників - Еміральд Феннел — Перспективна дівчина - Девід Фінчер — Манк - Реджина Кінг — Одна ніч у Маямі - Аарон Соркін — Суд над чиказькою сімкою | - Аарон Соркін — Суд над чиказькою сімкою - Еміральд Феннел — Перспективна дівчина - Джек Фінчер - Манк - Флоріан Зеллер і Крістофер Хемптон — Батько - Хлої Чжао — Земля кочівників |
| Найкраща музика до фільму | Найкраща оригінальна пісня |
| - Трент Резнор, Аттікус Росс та Джон Батіст — Душа - Трент Резнор та Аттікус Росс — Манк - Джеймс Ньютон Говард — Новини світу - Александр Деспла — Опівнічне небо - Людвіг Йоранссон — Тенет | - «Io sì (Seen)» (Нікколо Альярді, Лора Паусіні та Даян Воррен) — Життя попереду - «Fight for You» (D'Mile, H.E.R. & Tiara Thomas) — Юда і Чорний Месія' - «Hear My Voice» (Селеста та Даніель Пембертон) — Суд над чиказькою сімкою - «Speak Now» (Сем Ешворт та Леслі Одом-молодший) — Одна ніч у Маямі - «Tigress & Tweed» (Андра Дей і Рафаель Саадік) — Сполучені Штати проти Біллі Холідей |
| Найкращий анімаційний фільм | Кращий фільм іноземною мовою |
| - Душа - Сімейка Крудсів: Нова Ера - Уперед - Подорож на Місяць - Вовча варта | - Мінарі (США) - Ще по одній (Данія) - Ла Йорона (Гватемала) - Життя попереду (Італія) - Двоє з нас (Франція) |

### Телебачення
| Найкращий телевізійний серіал | Найкращий телевізійний серіал |
| Драма | Мюзикл або комедія |
| --- | --- |
| - Корона (Netflix) - Країна Лавкрафта (HBO) - Мандалорець (Disney+) - Озарк (Netflix) - Сестра Ретчед (Netflix) | - Шіттс-Крік (Pop TV) - Емілі в Парижі (Netflix) - Стюардеса (HBO Max) - Велика (Hulu) - Тед Лассо (Apple TV+) |
| Найкраща роль у телевізійному серіалі — драма | |
| Актор | Актриса |
| - Джош О'Коннор — Корона (Netflix) у ролі принца Чарльза - Джейсон Бейтман — Озарк (Netflix) у ролі Мартіна «Марті» Берде - Боб Оденкірк — Краще подзвоніть Солу (AMC) в ролі Сола Гудмана - Аль Пачіно — Мисливці (Prime Video) в ролі Мейєра Офдермана - Меттью Ріс — Перрі Мейсон (HBO) в ролі Перрі Мейсона                    | - Емма Коррін — Корона (Netflix) у ролі Діани, принцеси Уельської - Олівія Колман — Корона (Netflix) у ролі королеви Єлизавети II - Джоді Комер — Вбиваючи Єву (BBC America) у ролі Вільянелли - Лора Лінні — Озарк (Netflix) в ролі Венді Берд - Сара Полсон — Сестра Ретчед (Netflix) в ролі медсестри Ретчед                    |
| Найкраща роль у телевізійному серіалі — мюзикл або комедія | |
| Актор | Актриса |
| - Джейсон Судейкіс — Тед Лассо (Apple TV+) в ролі Теда Лассо - Дон Чідл — Чорний понеділок (Showtime) у ролі Моріса Монро - Ніколас Холт — Велика (Hulu) у ролі Петра III - Юджин Леві — Шиттс-Крік (Pop TV) у ролі Джонні Роуза - Рамі Юссеф — Рамі (Hulu) у ролі Рамі Хасана                                                     | - Кетрін О'Хара — Шіттс Крік (Pop TV) у ролі Мойри Роуз - Лілі Коллінз — Емілі в Парижі (Netflix) в ролі Емілі Купер - Кейлі Куоко — Стюардеса (HBO Max) у ролі Кассі Боуден - Ель Феннінг — Велика (Hulu) у ролі Катерини II - Джейн Леві — Дивовижний плейліст Зої (NBC) у ролі Зої Кларк                                        |
| Найкраща роль у мінісеріалі чи телевізійному фільмі | |
| Актор | Актриса |
| - Марк Руффало — Я знаю, що це правда (HBO) в ролі Домініка та Томаса Бердсі - Браян Кренстон — Ваша честь (Showtime) в ролі Майкла Дезіато - Джефф Деніелс — Правило Комі (Showtime) у ролі Джеймса Комі - Г'ю Ґрант — Знищення (HBO) у ролі Джонатана Фрейзера - Ітан Гоук — Птах доброго Господа (Showtime) у ролі Джона Брауна | - Аня Тейлор-Джой — Ферзевий ґамбіт (Netflix) у ролі Елізабет «Бет» Гармон - Кейт Бланшетт — Місіс Америка (FX) у ролі Філліс Шлафлай - Дейзі Едґар-Джонс — Нормальні люди (Hulu) в ролі Маріанни Шерідан - Шіра Гаас — Неортодоксальна (Netflix) у ролі Естер «Есті» Шапіро - Ніколь Кідман — Знищення (HBO) у ролі Грейс Фрейзер |
| Найкраща роль другого плану у серіалі, мінісеріалі чи телевізійному фільмі | |
| Актор другого плану | Актриса другого плану |
| - Джон Боєга — Сокира (Prime Video) в ролі Леруа Логана - Брендан Глісон — Правило Комі (Showtime) в ролі президента Дональда Трампа - Ден Леві — Шіттс Крік (Pop TV) у ролі Девіда Роуза - Джим Парсонс — Голлівуд (Netflix) у ролі Генрі Вілсона - Дональд Сазерленд — Знищення (HBO) у ролі Франкліна Рейнхардта                | - Джилліан Андерсон — Корона (Netflix) в ролі Маргарет Тетчер - Гелена Бонем Картер — Корона (Netflix) у ролі принцеси Маргарет - Джулія Гарнер — Озарк (Netflix) в ролі Рут Ленгмор - Енні Мерфі — Шіттс Крік (Pop TV) у ролі Алексіса Роуза - Синтія Ніксон — Сестра Ретчед (Netflix) у ролі Гвендолін Бріггс                    |
| Кращий мінісеріал або телевізійний фільм | |
| - Ферзевий ґамбіт (Netflix) - Нормальні люди (Hulu) - Сокира (Prime Video) - Знищення (HBO) - Неортодоксальна (Netflix) | |

### Премія Сесіля Б. Деміля
Премія Сесіля Б. Демілля — це почесна нагорода, вручена нагородженим, які зробили значний слід у кіноіндустрії. Він названий на честь свого першого одержувача, режисера Сесіла Б. Демілля.
- Джейн Фонда

### Премія Керол Бернетт
Премія Керол Бернетт — це почесна нагорода, яку присуджують за видатні та тривалі внески до телебачення на екрані чи поза ним. Її названо на честь своєї першої адресатки, актриси Керол Бернетт.
- Норман Лір

### Посол Золотого Глобуса
- Джексон Лі, Сетчел Лі (діти Спайка Лі та Тоні Льюїс Лі)